# Плужник, Григорий Дмитриевич
Григорий Дмитриевич Плужни́к (1 [14] мая 1909, Музыковка, Херсонская губерния — 27 января 1973, Москва) — советский актёр театра и кино. Участник Великой Отечественной войны.

## Биография
Родился в многодетной семье Плужников — управляющего имением Дмитрия Яковлевича и его жены Марии Даниловны. Григорий Дмитриевич был восьмым ребёнком в семье. После окончания школы работал трактористом, затем поступил в Одесский музыкально-драматический институт. После окончания Украинской театральной студии в Москве был призван в армию. Служил на Дальнем Востоке в Хабаровске. После демобилизации работал в Харьковском Театре революции.
Дебютировал в кино в фильме «Вратарь» (1936, режиссёр Семён Тимошенко), где снялся в главной роли вратаря Антона Кандидова. В Великую Отечественную войну участвовал в Сталинградской битве и освобождении Румынии. Младший лейтенант, техник-телеграфист. Одновременно руководил концертно-эстрадной бригадой, выступал на передовой, получил лёгкое ранение.
Приказом по войскам 66 Армии от 12 марта 1943 года № 067/н был награждён медалью «За боевые заслуги».
Также награждён медалями «За оборону Сталинграда» и «За победу над Германией в Великой Отечественной войне», юбилейными медалями «20 лет Победы в Великой Отечественной войне» и «50 лет Вооруженных сил СССР».
После войны продолжил сниматься в кино. В 1946 году снялся в роли разведчика Биденко в фильме «Сын полка» по одноименной повести Валентина Катаева. После этого фильма Григорий Плужник снимался только во второстепенных ролях.
Умер в Москве от инсульта в 1973 году. Похоронен на Долгопрудненском кладбище.

## Фильмография
- 1936 — Вратарь — Антон Кандидов[1][2]
- 1938 — Одиннадцатое июля — Янко, брат Степана
- 1939 — Моряки — Григорьев Иван Степанович, командир корабля
- 1939 — Огненные годы — внук Петрусь
- 1941 — Два друга — Иван Петренко, младший командир
- 1946 — Сын полка — разведчик Биденко
- 1952 — Неразлучные друзья — капитан сейнера, старый партизан
- 1956 — Поэт — эпизод (нет в титрах)
- 1958 — Поэма о море — один из руководителей строительства на совещании
- 1959 — Любой ценой — член Военного совета
- 1960 — Слепой музыкант — эпизод (нет в титрах)
- 1960 — Человек с будущим — Федор Макарович, отец Нины
- 1961 — В начале века — рабочий
- 1963 — Тропы Алтая — Шаров
- 1967 — Северо-западнее Берлина (фильм-спектакль) — Русаков